# Fährten in der Prärie
Fährten in der Prärie ist ein Hörspiel von Günter Eich, das am 11. Juli 1936 vom Reichssender Berlin unter der Regie von Harald Braun gesendet wurde. Zum 25. Todestag Karl Mays am 30. März 1937 brachte dieselbe Anstalt mit demselben Regisseur eine Neufassung.
Am 1. April 1959 sendete der NDR Gustav Burmesters Version.

## Inhalt
Mr. Shirwood baut auf Apachen-Territorium eine Eisenbahnbrücke über den Schwalbenfluss. Tschomboq, Häuptling der Comanchen, verschachert den fremden Grund und Boden für Gewehre und ein paar Fässer Schnaps an den Brückenbauer. Shirwood luchst Barumi – das ist der Sohn des schurkischen Häuptlings – die Frau Atoka ab. Winnetou verteidigt die Jagd- und Weidegründe der Apachen, wird von Tschomboq gefangen genommen und von Old Shatterhand befreit. Barumi schließt sich dem Apachen-Häuptling an. Winnetou kommt bei der Sprengung der Brücke um.
Trotz ihres todesmutigen bewaffneten Kampfes werden die Ureinwohner von den übermächtigen weißen Siedlern zurückgedrängt. Ein paar Jahre später überspannt eine neue Brücke den Schwalbenfluss – exakt gebaut nach Shirwoods Plänen für den zerstörten Erstling.

## Form
Günter Eich schreibt „Winnetous Tod“ kurzerhand um. Die Story wird mit einer Eisenbahnfahrt Old Shatterhands gerahmt. Nach fünf Jahren kommt der Reisende auf der Fahrt nach Chicago an der Stelle vorbei, an der Winnetou im Kampf gegen die Blaßgesichter das Leben lassen musste. In diesem wehmütigen Abgesang auf das freie Männerleben in der Prärie will die alte Schmetterhand in der Stadt am Michigansee notgedrungen einen Job als Kunstschütze in einem Zirkus annehmen.

### Poesie
An mehreren Stellen streut Günter Eich in seinem Hörspiel Gedichte ein. In den allerersten Zeilen des Hörstücks gibt sich der Autor als Karl-May-Leser, der er einmal gewesen war, zu erkennen:
Gedenke doch bisweilen
der Knabenphantasie...

## Rezeption
Nach der Ursendung
- Wie Reinhard Döhl schrieb, soll am 18. Juli 1936 im „Völkischen Beobachter“  gestanden haben: „Günther Eich ist ein guter Dichter, der zugleich mit den Voraussetzungen eines funkgerechten Hörspiels vertraut ist. Seine Sendungen sind kleine Funkereignisse, die sich aus dem üblichen Tagesprogramm herausheben.“[5]

Nach 1945
- Wessels sieht in dem Hörstück „eine herbe Zivilisations- und Fortschrittskritik“.[6] In seiner anschließenden Besprechung[7] geht er auf „die Affinität zum nationalsozialistischen Gedankengut“[8] ein und verweist auf diesbezügliche Untersuchungen von Würffel und Cuomo.[9]
- Kontroversen der Literaturwissenschaftler in der Sicht auf die Figuren Winnetou und Shirwood spricht Wagner[10] kurz an.

## Produktionen
- Reichssender Berlin 1936.

Old Shatterhand: Paul Dahlke, Winnetou: Fritz Genschow, Shirwood: Bernhard Minetti, Tschomboq: Carl Heinz Carell, Barimu: Volker von Collande, Atoka: Milena von Eckardt.
- NDR 1959.

Old Shatterhand: Max Eckard, Winnetou: Will Quadflieg, Shirwood: Richard Münch, Tschomboq: Walter Richter, Barimu: Uwe Friedrichsen, Atoka: Renate Danz.

### Verwendete Ausgabe
- Günter Eich: Fährten in der Prärie. Ein Spiel aus der untergehenden Welt Old Shatterhands und Winnetous. 1936/1959. In: Günter Eich. Gesammelte Werke. Band II: Karl Karst (Hrsg.): Die Hörspiele 1. Revidierte Ausgabe. Suhrkamp, Frankfurt am Main 1991, ISBN 3-518-40210-2, S. 127–156.

### Sekundärliteratur
- Hartmut Kühne: Günter Eich schrieb ein Winnetou-Hörspiel. In: Mitteilungen der Karl-May-Gesellschaft. September 1973, S. 28.[14]
- Wolfram Wessels: Hörspiele im Dritten Reich. Zu Institutionen-, Theorie- und Literaturgeschichte. Bouvier Verlag Herbert Grundmann, Bonn 1985, ISBN 3-416-01926-1. (Abhandlungen zur Kunst-, Musik- und Literaturwissenschaft, Band 366)
- Hans-Ulrich Wagner: Günter Eich und der Rundfunk. Essay und Dokumentation. Verlag für Berlin-Brandenburg, Potsdam 1999, ISBN 3-932981-46-4. (Veröffentlichungen des Deutschen Rundfunkarchivs, Bd. 27)